# Condado de Cook (Illinois)
El condado de Cook (en inglés: Cook County), fundado en 1831, es uno de 102 condados del estado estadounidense de Illinois. Es el segundo condado más poblado de los Estados Unidos después del condado de Los Ángeles. En el año 2020, el condado tenía una población de 5,275,541 habitantes y una densidad poblacional de 2161 personas por km², albergando al 43,3 % del total de la población del estado de Illinois. La población del condado de Cook es mayor que la de veintinueve estados y la población combinada de los siete estados menos poblados. La sede del condado es Chicago. El condado recibe su nombre en honor a Daniel Pope Cook. El condado se encuentra dentro del área metropolitana de Chicago.

## Historia
El condado de Cook fue creado el 15 de enero de 1831 del condado de Putnam por una ley de la Legislatura Estatal de Illinois. Fue el 54.º condado establecido en el estado de Illinois y fue nombrado en honor a Daniel Cook, uno de los primeros e importantes políticos de Illinois, que sirvió como representante de Illinois y el fiscal general del Estado de Illinois. Poco después, en 1839, se formó el condado de DuPage de partes del condado de Cook.

## Geografía
Según la Oficina del Censo, el condado tiene un área total de 4235 km² (1635,1 mi²), de la cual 2450 km² (945,9 mi²) es tierra y 1785 km² (689,18918918919 mi²) (42.16 %) es agua.

### Condados adyacentes
- Condado de Lake (norte)
- Condado de Lake, Indiana (sureste)
- Condado de Will (sur)
- Condado de DuPage (oeste)
- Condado de Kane (oeste)
- Condado de McHenry (noroeste)
- Condado de Berrien (este, al otro lado del lago Míchigan)

## Demografía
Según la Oficina del Censo en 2000, los ingresos medios por hogar en el condado eran de $45 922, y los ingresos medios por familia eran $53 784. Los hombres tenían unos ingresos medios de $40 690 frente a los $31 298 para las mujeres. La renta per cápita para el condado era de $23 227. Alrededor del 13.5 % de la población estaban por debajo del umbral de pobreza.
| Raza / Etnia                                   | Pop 2010  | Pop 2020  | % 2010  | % 2020  |
| ---------------------------------------------- | --------- | --------- | ------- | ------- |
| Blancos (NH)                                   | 2,278,358 | 2,135,243 | 43.86%  | 40.47%  |
| Negros (NH)                                    | 1,265,778 | 1,185,601 | 24.37%  | 22.47%  |
| Nativos (NH)                                   | 6,682     | 5,655     | 0.13%   | 0.11%   |
| Asiáticos (NH)                                 | 318,869   | 408,691   | 6.14%   | 7.75%   |
| Estadounidenses de las islas del Pacífico (NH) | 1,043     | 961       | 0.02%   | 0.02%   |
| Otro                                           | 7,751     | 20,538    | 0.15%   | 0.39%   |
| Multiracial                                    | 71,432    | 136,074   | 1.38%   | 2.58%   |
| Hispanos o latinos (cualquier raza)            | 1,244,762 | 1,382,778 | 23.96%  | 26.21%  |
| Total                                          | 5,194,675 | 5,275,541 | 100.00% | 100.00% |

## Política
El actual presidente de la Junta del condado de Cook es Toni Preckwinkle. El condado es el que tiene el mayor número de partidarios del partido Demócrata que cualquier otro condado de Illinois, y es uno de los más demócratas de los Estados Unidos. Sus residentes solo han votado una vez por un candidato Republicano en unas elecciones presidenciales en los últimos catorce años, cuando los votantes prefirieron votar por Richard Nixon sobre George McGovern en 1972.

## Transporte

### Autopistas principales
| - Interestatal 55 - Interestatal 57 - Interestatal 80 - Interestatal 88 - Interestatal 90 - Interestatal 94 - Interestatal 190 - Interestatal 290 - Interestatal 294 - Interestatal 355 | - U.S. Route 6 - U.S. Route 12 - U.S. Route 14 - U.S. Route 20 - U.S. Route 30 - U.S. Route 34 - U.S. Route 41 - U.S. Route 45 | - Ruta de Illinois 1 - Ruta de Illinois 7 - Ruta de Illinois 19 - Ruta de Illinois 21 - Ruta de Illinois 22 - Ruta de Illinois 25 - Ruta de Illinois 38 - Ruta de Illinois 43 - Ruta de Illinois 50 - Ruta de Illinois 53 | - Ruta de Illinois 56 - Ruta de Illinois 58 - Ruta de Illinois 59 - Ruta de Illinois 60 - Ruta de Illinois 62 - Ruta de Illinois 64 - Ruta de Illinois 72 - Ruta de Illinois 83 - Ruta de Illinois 68 - Ruta de Illinois 171 - Ruta de Illinois 394 |

## Localidades
- Berwyn
- Blue Island
- Burbank
- Bridgeview
- Calumet City
- Chicago — pequeño, una parte no residencial (aproximadamente un tercio del Aeropuerto Internacional O'Hare) se encuentra en el condado de DuPage
- Chicago Heights
- Country Club Hills
- Countryside
- Des Plaines
- Elgin — mayormente en el condado de Kane
- Evanston
- Harvey
- Hickory Hills
- Hometown
- Markham
- Melrose park
- Northlake
- Oak Forest
- Oak Lawn
- Palos Heights
- Palos Hills
- Park Ridge
- Rolling Meadows